# دهن متعادل
الدهون المتعادلة (بالإنجليزية: neutral fat)‏ هي الدهون الناتجة عن تركيب بلمهة واحد أو أكثر من الأحماض الدهنية مع الكحول مثل الجليسرول. وهناك العديد من أنواع الدهون المتعادلة الممكنة نظرًا لعدد الأحماض الدهنية وتنوعها التي يمكن أن تُشكل جزءًا منها ومواقع الربط المختلفة للأحماض الدهنية. ومن الأمثلة على ذلك الجليسريد الأحادي الذي يحتوي على أحد الأحماض الدهنية المرتبطة بالغليسيرول، بينما يحتوي الجليسريد الثنائي على نوعين من الأحماض الدهنية ويحتوي الجليسريد الثلاثي على ثلاثة أنواع منها. وعادة ما توجد الدهون المتعادلة في منطقة الفخذ والجذع من الجسم تشبه الحشو والمواد العازلة للاحتفاظ بالدفء.